# Волхов (місто)
Волхов (до 1940 — Волховстрой) — місто обласного підпорядкування Ленінградської області, має статус міського поселення. Центр Волховського району, у склад якого входить. Розташоване на річці Волхов. Великий вузол залізниць і автомобільних доріг.

## Історія
На території міста існували поселення ще з часів Неоліту, східні слов'яни заселилися тут у VIII столітті. Села, з яких склався сучасний Волхов, стояли на річці Волхов, яка була частиною «шляху із варягів у греки».
 До XX століття ці села майже не розвивались, але у 1901 році почалося будівництво залізниці Санкт-Петербург—Вологда, і біля села Званка у 1904 була побудована однойменна станція. 
За планом ГОЕЛРО 19 грудня 1930 була урочисто відкрита збудована Волховська ГЕС. У серпні 1929 Рада Праці і Оборони розпорядилася почати будівництво у Волхові Волховського Алюмінієвого Заводу, який був зданий в експлуатацію 14 травня 1932 року, тоді ж був отриманий перший алюміній. В 1933 році села Званка і Дубовики, а також робочі селища залізничників і будівників електростанції й заводу були об'єднані у місто, яке отримало назву Волховстрой (перекладається як Волховбуд). У 1940 році місто було перейменоване на Волхов.
 У листопаді-грудні 1941 року 54-та армія під командуванням Федюнінського І. І. вела біля Волхова запеклі бої, у яких ворог був відкинутий назад, і плани Гітлера взяти Ленінград у друге кільце блокади були рішучо зірвані. У роки Блокади Ленінграда Волхов став пунктом, з якого через Дорогу Життя до заблокованого міста доставлялися продукти харчування й боєприпаси, у зворотному напрямку перевозили евакуйованих ленінградців. 
Зараз Волхов — великий транспортний і промисловий центр Ленінградської області.

## Влада та місцеве самоврядування
Волхов за Міським поселенням керує міська адміністрація, голова — Смольникова Валентина Сергіївна. Міська адміністрація підпорядкована районній адміністрації Волховського району.

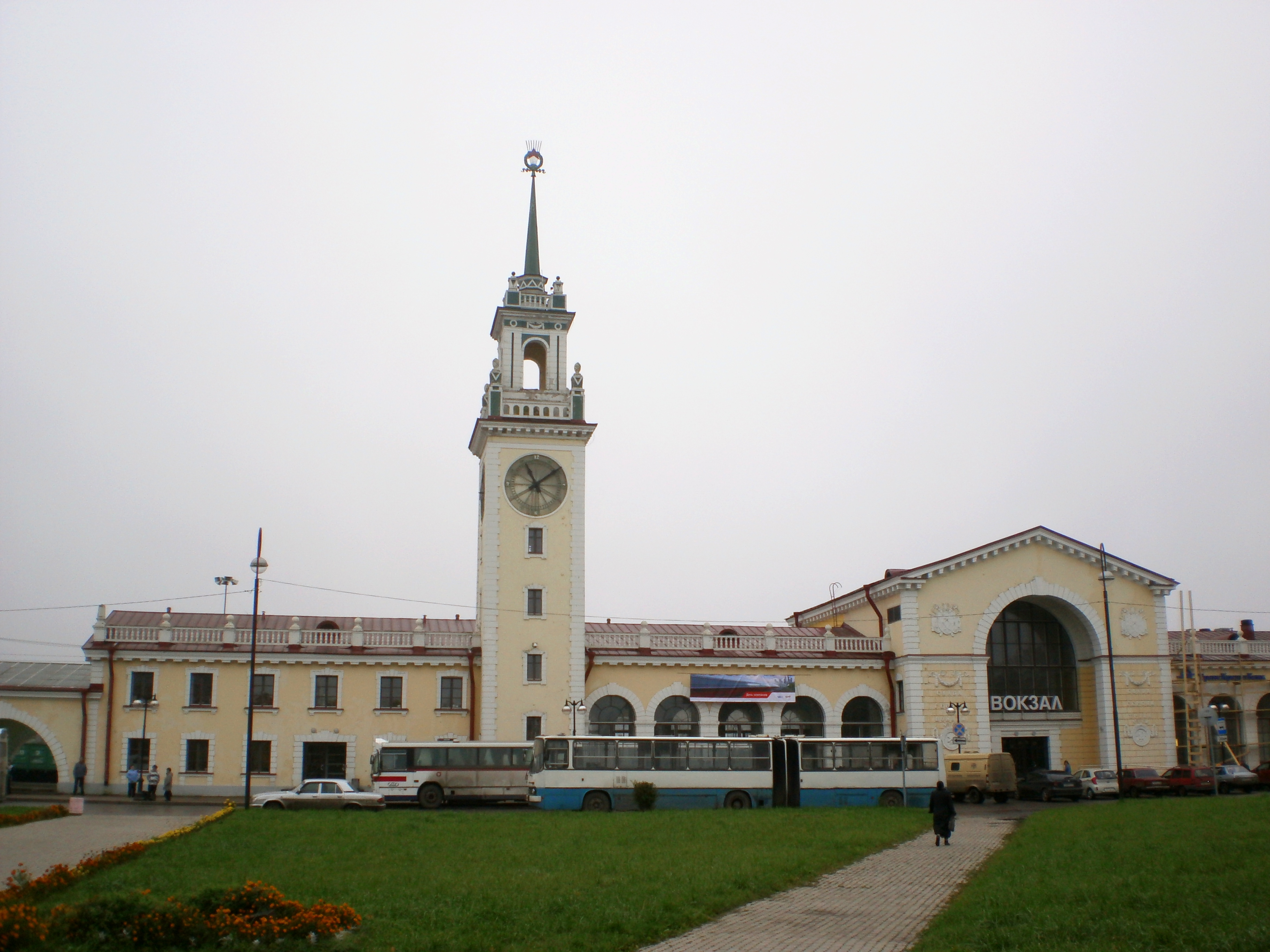
Волхов

## Населення
В місті проживає 37 539 мешканців, населення скорочується. У місті дуже низький рівень безробіття — всього 0,5%.

## Економіка

### Промисловість
Значна частина населення міста зайнята у промисловості, яка представлена такими підприємствами:
- Волховський Алюмінієвий Завод, філія компанії «РУСАЛ» — великий алюмінієвий завод, виробляє первинний алюміній високої чистоти. Число працівників — 327 чоловік[6];
- Волховська ГЕС — виробництво електроенергії;
- ВАТ «Метахім» — провідний хімічний завод міста, колишнє хімічне виробництво алюмінієвого заводу, яке виділилося в окреме підприємство в 2004 році. Виробляє трифосфат натрію, поташ і сірчану кислоту. На підприємстві працює понад 2 500 чоловік[7];
- ТОВ «НВО Каркас» — виробництво будівельних металоконструкцій для тваринницьких комплексів;
- ТОВ «Лаком» — автоматизоване виробництво виробів з борошна;
- ЗАТ «ЛенОблДомСтрой» — виробництво каркасно-панельних малоповерхових житлових будинків.
- ТОВ «Талосто» — виробництво морозива й напівфабрикатів;
- М'ясокомбінат;
- Рибопереробний завод;
- Кондитерська фабрика;
- Меблева фабрика «Волхов-Фасад»;
- ТОВ Будівельно-монтажне управління «Волхов», Будівельний Трест № 34, ТОВ «Авро», ЗАТ «Дружба-2» — будівництво і будівельні матеріали.

### Сфера послуг і малий бізнес
У місті так само стабільно працюють підприємства сфери послуг, які надають мешканцям послуги суспільного харчування, торгівлі і побутового обслуговування.

Розвивається і малий бізнес: у місті зареєстровано 339 юридичних осіб і 811 приватних підприємців. Цьому допомагає Волховський бізнес-інкубатор, який працює з 1995 року.

### Транспорт
Волхов — потужний залізничний вузол: звідти їдуть поїзди до Чудова, Мги, Лодєйного Поля і Тихвину. У межах міста є 4 залізничні станції: Волховстрой-І, Волховстрой-ІІ, Новожовтневий й Мурманські Ворота. Також у місті розташовані локомотивні депо ТЧЕ-21 (експлуатаційне) і ТЧР-21 (ремонтне депо електровозів) «Волховстрой», вагонні депо ВЧД-17 (ремонтне) і ВЧДЕ-28 (експлуатаційне) «Волховстрой», Мостобудівний поїзд № 46, Колійнобудівна машинна станція № 77 і управління Волховстроївського відділення Жовтневої Залізниці.

У місті також є автотранспортні підприємства, зокрема, автобусний парк, які забезпечують місто пасажирськими й вантажними перевезеннями автотранспортом. 
В місті є 3 моста через Волхов: 1 залізничний, 1 автомобільний і 1 пішохідний. Також на південній околиці міста Волхов перетинає залізничний міст обвідної залізниці, а з півночі — автомобільний міст обвідної дороги.

## Культура

### Культура, спорт, туризм
В місті діє 2 будинки культури, бібліотека імені Пушкіна О. С., дитяча бібліотека.

Про історію Волхова вам розкажуть у Музеї Історії міста Волхов, який розташований у будинку відомого інженера Г. Й. Графтіо. Також там ви впізнаєте про життя будівника Волховської ГЕС Графтіо Г. Й., подивитеся, як він жив (у будинку зберігся інтер'єр 1924 року і особистий автомобіль Графтіо, подарований йому радянським урядом у 1946 році), ознайомитеся з образотворчим мистецтвом волховчан, подивитеся на експозиції, які присвячені містам-побратимам Волхова.

У місті є 3 готелі: «Званка», «Отдохни» і «Металург».

Для задоволення потреб у спорті у Волхові діє 2 міських стадіони, 2 ФОКа, плавальний басейн і спортивна школа.

### Освіта
В місті налічується 12 дитячих садків і 9 шкіл. Так само у Волхові є установи вищої і середньої спеціальної освіти:
- Професійні училища № 1 і № 29;
- Коледж транспортного будівництва;
- Алюмінієвий коледж;
- 3 філії й представництва провідних петербурзьких вишів (ІЗЕЗЕП, ПДУШС і РДПУ ім. Герцена);
- 6 установ додаткової освіти.

## Соціально-побутове забезпечення

### Охорона здоров'я
У Волхові діють багато установ з охорони здоров'я, зокрема:
- 2 лікарні;
- 2 поліклініки;
- Стоматологічна поліклініка;
- Пологовий будинок;
- Профілакторій.

Також потреби населення у медичній допомозі і соціальному захисті забезпечують:
- Аптеки;
- Центр соціального обслуговування;
- Соціально-реабілітаційний центр «Радуга»;
- Центр реабілітації дітей-інвалідів «Филиппок».

### Побут
Місто повністю забезпечене електроенергією, яка надходить з Волховської ГЕС, також працюють 2 котельні і ДП «Водоканал-Сервіс», яке керує водопроводом і каналізацією Волхова, зокрема двома водоочисними спорудами і трьома комплексами очищення стічних вод.